# SimTown
SimTown — компьютерная игра-симулятор, созданная студией Maxis, и выпущенная в 1995 году для Microsoft Windows, Windows 3.x, OS/2 Warp 4, Windows 95, Apple Macintosh, Super Famicom. Игра предназначена для детской аудитории.

## Геймплей
Игра SimTown во многом является упрощённой версией SimCity, вместо мегаполиса нужно развивать маленький городок. А именно строить жилые дома, рабочие места для их жителей и благоустраивать улицы. Игрок может выбрать одного из управляемого персонажа, который будет жить самостоятельно в доме с семьёй. Есть возможность также наблюдать за жизнью и работой человечков, и осматривать помещения зданий. Главная цель игрока — сделать всех жителей городка счастливыми, для этого необходимо обеспечить всех жителей водоснабжением, наладить утилизацию отходов и прочее. В отличие от SimCity, где мегаполис существует на собственные средства, — городок получает кредиты извне, которые должны быть потрачены на благоустройство городка. Если игрок не сумеет правильно наладить инфраструктуру в городе, то это может привести к негативным последствиям, от недовольства жителей до массового высыхания зелени и водоёмов. Важно также сохранять баланс между жилыми зданиями и рабочими местами: если будет слишком много рабочих мест, некоторые общественные здания станут заброшенными, то же самое с безработными семьями, которые также начнут покидать свои дома. На семью приходится по два взрослых, два ребёнка и одному питомцу. При выполнении заданий игрок получает разные награды.

## Критика
Критик сайта Allgame Брэд Кук отметил, что игра является упрощённой и детской версией SimCity и идеально подходит для тех детей, которые любят что-то строить и создавать. Критик похвалил игру за хорошую графику и тщательную проработанность каждого здания и объекта, однако эту «детальность» нынешние компьютеры [1995 год] могут не выдержать. Критик сайта gamefaqs похвалил новшество в игре, где теперь можно наблюдать за жизнью человечков, геймплей имеет превосходную графику и сам достаточно простой, но даже тут есть много реализма, городок не застрахован от разных бедствий, например пожаров. Критик сайта csoon похвалил игру за изящную графику и милую музыку, она может многому научить детей, но и быть интересной для взрослых.